# ニメタゼパム
ニメタゼパム (nimetazepam) は、ベンゾジアゼピン系の睡眠導入剤の一種。中時間作用型。日本では、1977年より商品名エリミンとして大日本住友製薬から発売され、適応は不眠症。このエリミンは、2015年8月在庫品の出荷をもって販売中止された。
連用により依存症、急激な量の減少により離脱症状を生じることがある。向精神薬に関する条約のスケジュールIVに指定されている。麻薬及び向精神薬取締法の第三種向精神薬である。

## 副作用
倦怠感、頭痛、集中力低下、動悸、ふらつき、脱力感など

### 依存性
日本では2017年3月に「重大な副作用」の項に、連用により依存症を生じることがあるので用量と使用期間に注意し慎重に投与し、急激な量の減少によって離脱症状が生じるため徐々に減量する旨が追加され、厚生労働省よりこのことの周知徹底のため関係機関に通達がなされた。奇異反応に関して、錯乱や興奮が生じる旨が記載されている。医薬品医療機器総合機構からは、必要性を考え漫然とした長期使用を避ける、用量順守と類似薬の重複の確認、また慎重に少しずつ減量する旨の医薬品適正使用のお願いが出されている。調査結果には、日本の診療ガイドライン5つ、日本の学術雑誌8誌による要旨が記載されている。

## 乱用
横流しされたニメタゼパムの押収は、日本にほとんど集中しており薬物乱用の主流となっている。
タイ・マレーシア・シンガポール・ラオス・香港・インドネシアの薬物押収にも共通している。これらはたいてい不眠症の薬として合法的に輸出されている。日本の組織犯罪シンジケートはニメタゼパムの流通をコントロールしており、少なかれフルトプラゼパム・テマゼパム・ミダゾラム・トリアゾラムにも関与している。東アジアと東南アジアでは、ベンゾジアゼピン系の中で最も厳しく流通規制が設定され、最も需要が高い 。

## 事件
- 大阪府大東市の診療所から、2008年7月までに20万錠以上にわたるニメタゼパムが所在不明となり、横流しされたものと見て、近畿厚生局麻薬取締部が捜査を行っている[6]。